# Rodolfo Valente
Rodolfo Valente, nome completo Rodolfo Arrabale Valente (San Paolo, 8 marzo 1993), è un attore brasiliano.

## Biografia
Rodolfo Valente, enfant prodige italobrasiliano, ha esordito come attore teatrale a soli nove mesi di età e sempre allora ha iniziato ad apparire in spot televisivi.  Si è formato ancora piccolissimo presso lo Studio Beto Silveira; durante la prima infanzia si è cimentato con la Commedia dell'arte e ha partecipato a spettacoli in veste di mimo o clown. Nel 2000, a 7 anni, è stato scritturato per la prima volta in un film. L'anno dopo ha interpretato un ruolo nella serie infantile Ilha Rá-Tim-Bum. Sono poi seguite le partecipazioni alle telenovelas Eterna Magia, Revelação, Seus Olhos ed Essas Mulheres. A 18 anni si è iscritto all'Università di San Paolo, frequentandovi l'Escola de Artes Dramáticas.
Nel 2012 ha lavorato nella soap opera Malhação . A consacrare definitivamente Valente è stata 3%, la prima produzione brasiliana per Netflix, iniziata nel 2015:  l'attore, inserito nel cast principale già nella prima stagione, ha riscosso un successo personale tale da essere riconfermato in quelle successive fino alla conclusione nel 2020.

## Filmografia parziale

### Televisione
- Ilha Rá-Tim-Bum, serie infantile (2001)
- Seus Olhos, telenovela (2004)
- Essas mulheres, telenovela (2005)
- Sítio do Pica-Pau Amarelo, serie infantile (2006)
- Eterna Magia, telenovela (2007)
- Revelação, telenovela (2009)
- Malhação, soap opera (2012)
- 3%, serie tv (2016-20)